# قتل ريغان
قتل ريغان (بالإنجليزية: Killing Reagan)‏ هو فيلم تلفزيوني درامي أمريكي تم إنتاجه في سنة 2016 وهو من إخراج رود لوري وتأليف إيريك سيمونسون وبطولة تيم ماثيسون وسينثيا نيكسون و جوي كريست و جويل موراي. قصة الفيلم مبنية على كتاب قتل ريغان في سنة 2015 لبيل أورايلي و مارتن دوغارد وعرض أول مرة على قناة ناشيونال جيوغرافيك. وقصة الفيلم تبدأ أثناء بداية حملة رونالد ريغان الإنتخابية وثم تنتهي بمحاولة اغتياله من قبل جون هينكلي جونيور.

## البطولة
- تيم ماثيسون بدور رونالد ريغان
- سينثيا نيكسون بدور نانسي ريغان
- جيف هارلان بدور مايكل ديفر
- جوي كريست بدور جيري بار
- جويل موراي بدور إدوين ميس
- كايل مور بدور جون هينكلي جونيور
- مايكل هول بدور جيمس برادي
- باتريك إسبريت بدور ألكسندر هيغ
- جيف بيرسون بدور جيمس بيكر
- جاري ويكس بدور ستيفن كولو
- آشلي ليكونت كامبل بدور سكرتيرة جيم بيكر
- مايك بنيفسكي بدور جاك هينكلي
- لياندر سليمان بدور دكتور جويس ميتشل
- ريبيكا تيلني بدور جون آن هينكلي
- كريستين شاو بدور تشيريل كاريس
- جيمس مارتن كيلي بدور دونالد ريغان
- دانييل توماس ماي بدور ديفيد ستوكمان
- جيسون فيل بدور دينيس مكارثي
- كندريك كروس بدور داني سبريغس
- كاتيا لارا بدور جودي فوستر
- جون إل سميث جونيور بدور جيمي كارتر
- بيل وينكلر بدور كاسبار واينبرغر
- ديفيد ماكدونالد بدور تيم مكارثي